# Mombello Monferrato
Mombello Monferrato (piemontesisch Mombè) ist eine Gemeinde in der italienischen Provinz Alessandria (AL), Region Piemont.

## Lage und Einwohner
Die Gemeinde Mombello Monferrato liegt 45 Kilometer nordwestlich von der Provinzhauptstadt Alessandria entfernt, in der Weinregion Monferrato. Das Gemeindegebiet umfasst eine Fläche von 19 km² und hat 918 (Stand 31. Dezember 2023) Einwohner.
Die Nachbargemeinden sind Camino, Castelletto Merli, Cerrina Monferrato, Gabiano, Ponzano Monferrato, Serralunga di Crea und Solonghello.

## Geschichte

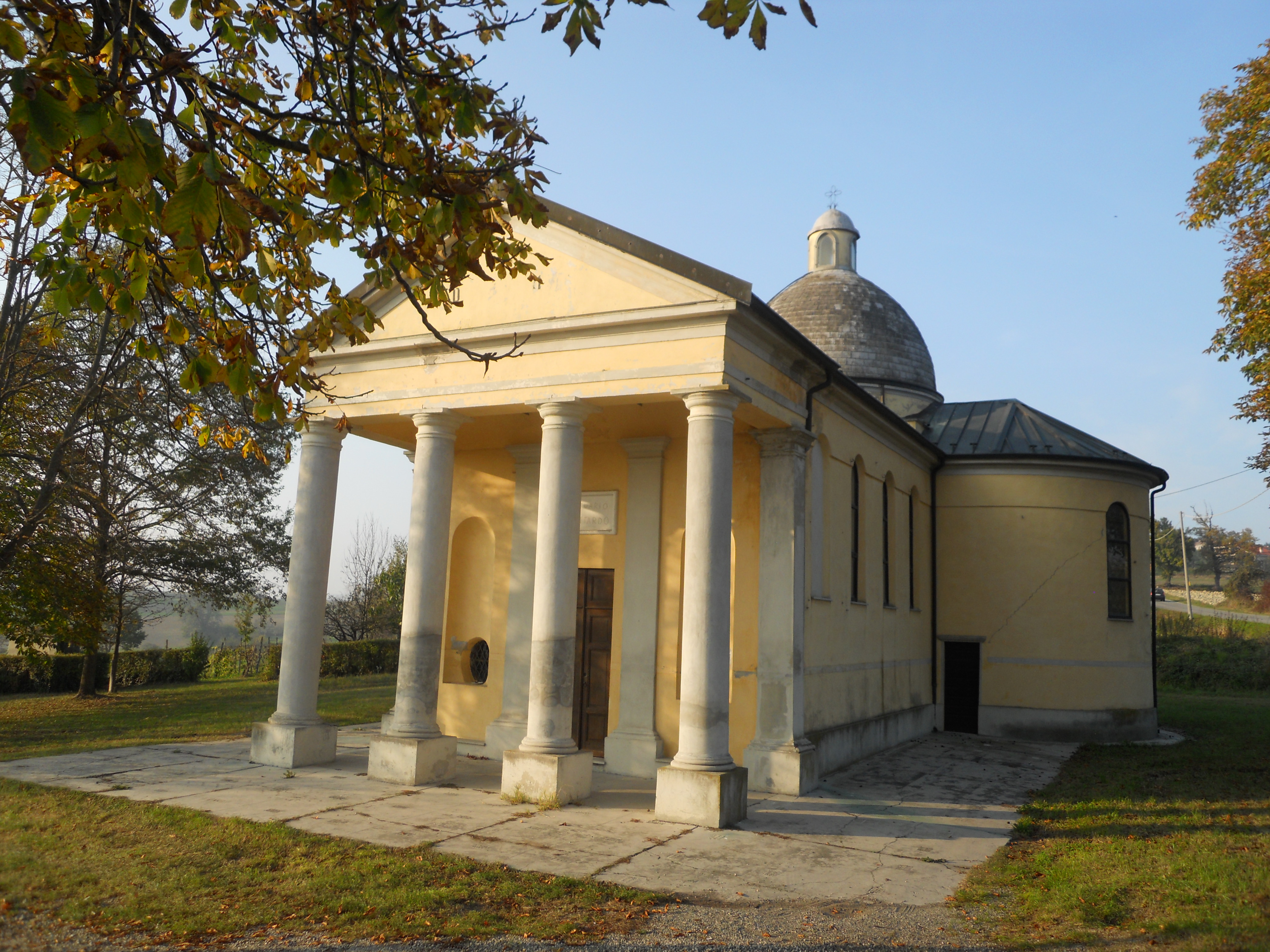
Kirche San Gotthardo in Pozzengo

Sein Name, ursprünglich MONS BELLUS, ist ab 1148 dokumentiert. Die bezeugten Formen sind die von „Mombellus“, „Montis Belli“, „Monbellus“ und „Mombel“. Es wurde in der lombardischen Zeit erbaut und gehörte viele Jahrhunderte lang den Markgrafen von Monferrato, die sich in dem Palast niederließen, der heute zusammen mit der Stadtmauer auf der alten Festung verloren gegangen ist. Später wurde es als Lehen mit Marquistitel an die Familie Guerrieri di Mantua verkauft.

## Sehenswürdigkeiten
- Die Casa del Petrorio mit einem Portikus aus dem 14. Jahrhundert.
- Die Pfarrkirche San Pietro Apostolo, erbaut im 18. Jahrhundert und 1844 renoviert, mit Gemälden von Moncalvo und einem Baptisterium aus dem 15. Jahrhundert.
- Die Kirche San Sebastiano im Barockstil, erbaut auf den Ruinen einer romanischen Kirche aus dem 12. Jahrhundert.
- Ein Bauernhaus aus dem 18. Jahrhundert mit angrenzender Kirche.
- Das Partisanendenkmal, das zur Erinnerung an die Aktivitäten derer errichtet wurde, die für die nationale Freiheit kämpften und fielen.
- Die Wallfahrtskirche San Gottardo aus dem 17. Jahrhundert.

## Kulinarische Spezialitäten
Bei Mombello Monferrato werden Reben der Sorte Barbera für den Barbera d’Asti, einen Rotwein mit DOCG Status, sowie den Barbera del Monferrato angebaut.